# Синагога (Сквира)
Синагога Сквири – синагога, що знаходиться у Сквирі, в Україні.
Була побудована в 1711 році. У тридцятих роках XX століття влада Української РСР перетворила її на склад зерна. За незалежної України її видозмінили, відкривши у приміщенні швейну майстерню. Реконструйовано у 2004.
В оформленні зберігся поділ стін, форми вікон і фриз аркади.